# راديو بانوراما
إذاعة بانوراما (بالفرنسية: Radio Panorama)‏ هي إذاعة راديو عمومية تونسية أطلقت رسميا في 15 أكتوبر 2016 بعد فترة تجريبية بدأت في 16 أغسطس من نفس السنة.

تبث إذاعة بانوراما أساسا برامج أنتجتها الإذاعات العمومية الجهوية التونسية، تبث الإذاعة ذبذباتها في منطقة تونس الكبرى، وتحتل الاستوديو 14 في دار الإذاعة التونسية الواقعة في تونس العاصمة تحديدا في شارع الحرية. في 2016، مديرها هو منذر الجبنياني.